# Epepeotes vestigialis
Epepeotes vestigialis är en skalbaggsart. Epepeotes vestigialis ingår i släktet Epepeotes och familjen långhorningar.

## Underarter
Arten delas in i följande underarter:
- E. v. vestigialis
- E. v. diverseglabratus